# Terres
Terres là một đô thị ở tỉnh Trento ở vùng Trentino-Alto Adige/Südtirol của Ý, tọa lạc cách 30 km về phía tây bắc của Trento. Tại thời điểm ngày 31 tháng 12 năm 2004, đô thị này có dân số 325 người và diện tích là 6,4 km².
Terres giáp các đô thị: Tuenno, Nanno và Flavon.